# Herman Vergels
Herman Vergels (Ukkel, 29 mei 1887 - Brussel, 23 mei 1957) was een Belgisch politicus voor de Katholieke Partij en diens opvolgers het Katholiek Verbond van België en de CVP.

## Levensloop
Hij was een zoon van Petrus Vergels en Katharina Loeckx. Hij trouwde in 1926 en het paar kreeg drie kinderen. Van beroep werd hij orgelmaker.
In zijn jeugd werd hij lid van de Katholieke Jonge Wacht in Ukkel en van 1911 tot 1919 was hij propagandist voor de christelijke arbeidersbeweging in Brussel. Hij was samen met Jozef Cardijn betrokken bij de oprichting van verschillende syndicaten en werd voorzitter van de ACW-afdeling van het arrondissement Brussel, van de Kristene Arbeiderscentrale en van de 'Christene Kredietmaatschappij voor Goedkope Woningen'. Tevens was hij beheerder van de BAC.
Van 1919 tot 1936 en van 1939 tot 1957 zetelde Vergels voor de Katholieke Partij en daarna de CVP in de Kamer van volksvertegenwoordigers, als verkozene voor het arrondissement Brussel. In 1946 werd hij verkozen tot gemeenteraadslid van Dilbeek en van 1947 tot aan zijn dood in 1957 was hij aldaar burgemeester.
In de Kamer was hij lid van de Katholieke Vlaamsche Kamergroep. Hij was voorstander van het minimumprogramma van Frans Van Cauwelaert en deelde diens visie om de Kamergroep uit te bouwen tot de vertegenwoordiger van alle katholieke en Vlaamsgezinde christendemocraten. In 1936 werd Vergels geviseerd in een campagne van de fascistische partij Rex, die tegen verschillende katholieke kopstukken werd gevoerd. Zijn naam werd genoemd in verschillende financiële schandalen en hij werd bij de verkiezingen van 1936 van de kieslijst geschrapt. Bij de verkiezingen van 1939 stond hij terug op de kieslijst.
In 1940 werd hij opgeroepen voor het leger. Tijdens de Tweede Wereldoorlog trad hij toe tot het Verzet. Hij had tijdens de oorlog de leiding van het KWB-verbond Brussel. Na de oorlog ontstond de dubbelzinnige positie met twee KWB-verbonden, het ene geleid door Vergels en het andere door voormalig KAJ-voorzitter Deschuyffeleer.

## Publicatie
- De propagandist der christene vakvereenigingen. Handleiding voor de bestuurders onzer werkliedenbonden, S.l., s.d.